# تپه گوله سر
تپه گوله سر مربوط به سدهٔ ۸–۶ ه.ق است و در شهرستان ارومیه، بخش صومای برادوست، دهستان برادوست، روستای کانسپی واقع شده و این اثر در تاریخ ۲۵ آبان ۱۳۸۷ با شمارهٔ ثبت ۲۳۴۷۹ به‌عنوان یکی از آثار ملی ایران به ثبت رسیده است.